# Beverley Mitchell
Beverley Anne Mitchell, född 22 januari 1981 i Arcadia, Kalifornien, är en amerikansk skådespelare.

## Biografi
Mitchell är ensambarn och hennes föräldrar är skilda.
Beverley Mitchell började sin skådespelarkarriär när hon var fyra år gammal, då hon medverkade i ett par reklamfilmer. År 2001 studerade hon film på Loyola Marymount University i Los Angeles.
På nyårsafton 2005 förlovade hon sig med Michael Cameron. Paret gifte sig den 1 oktober 2008 i Italien.

## Roller
Beverley Mitchell är känd för sin roll som den känslosamma Lucy Camden Kinkirk i serien Sjunde himlen (1996–2007). Hennes första roll var emellertid som Cassie i Big Brother Jake (1990–1994). Den första spelfilm hon medverkade i var Killing Obsession 1994. År 2003 spelade hon Erica Enders i filmen Right on Track, om att bli en berömd dragracerförare. År 2005 medverkade hon i filmen I Remember. Hennes stora filmgenombrott kom när hon samma år spelade i filmen Saw II.